# ولنیکی
ولنیکی (به لاتین: Veleniki) یک زیستگاه انسانی در کرواسی است.